# Rafael Peacan del Sar
Rafael Peacan del Sar (Buenos Aires, República Argentina, 6 de juny de 1884 - 1 de juliol de 1960) fou un compositor argentí.
Fou organitzador i director artístic dels grans concerts simfònics celebrats en el teatre Odeón d'aquesta capital el 1914. també organitzà i costejà els concerts simfònics de 1911 amb l'objecte de difondre la música argentina. Fou professor de l'Escola Superior de Belles Arts de la Universitat de La Plata.
Entre les seves composicions hi figuren nombroses obres per a piano i cant; piano sol; orgue; orquestra; un oratori; dues misses, i l'òpera Chrysanyhème.